# Castelfranci
Castelfranci es uno de los 119 municipios o comunas ("comune" en italiano) de la provincia de Avellino, en la región de Campania. Con cerca de 2.215 habitantes, según el censo de 2005, se extiende por una área de 11,83 km², teniendo una densidad de población de 187,24 hab/km². Linda con los municipios de Montemarano, Nusco, Paternopoli, y Torella dei Lombardi.

## Demografía
| Gráfica de evolución demográfica de Castelfranci entre 1861 y 2001 |
|                                                                    |
| Fuente ISTAT - elaboración gráfica de Wikipedia                    |

- Datos: Q55024
- Multimedia: Castelfranci / Q55024

1. ↑  Worldpostalcodes.org, código postal n.º 83040.
2. ↑  «Codici Catastali». Comuni-italiani.it (en italiano). Consultado el 29 de abril de 2017.